# Сичик-горобець мексиканський
Си́чик-горобе́ць мексиканський (Glaucidium sanchezi) — вид совоподібних птахів родини совових (Strigidae). Ендемік Мексики.

## Опис
Довжина птаха становить 13-16 см, враховуючи хвіст довжиною 5,1-5,7 см, вага 53 г. Самиці є дещо більшими за самців. У самців лицевий диск коричнюватий, поцяткований білими плямками, над очима короткі білі "брови". Верхня частина тіла оливково-коричнева, тім'я більш сіре, голова поцяткована білими плямками. Крила і хвіст поцятковані білими плямами і смугами. Нижня частина тіла білувата, поцяткована рудувато-коричневими смужками і плямками. Лапи оперені, дзьоб жовтувато-коричневий, очі жовті. Самиці мають переважно рудувато-коричневе забарвлення.

## Поширення і екологія
Світлоголові сичики-горобці мешкають в горах Східної Сьєрра-Мадре на північному сході Мексики, на півдні Тамауліпаса, на південному сході Сан-Луїс-Потосі та на крайній півночі Ідальго. Вони живуть у вічнозелених гірських і хмарних лісах, на висоті від 900 до 2100 м над рівнем моря. Ведуть часково денний спосіб життя. Живляться переважно комахами та іншими безхребетними, а також дрібними хребетними, зокрема ящірками. Гніздяться в дуплах дерев, часто використовують покинуті дупла дятлів. В кладці від 2 до 4 білих яєць.

## Збереження
МСОП класифікує стан збереження цього виду як близький до загрозливого. За оцінками дослідників, популяція світлоголових сичиків-горобців становить від 20 до 50 тисяч птахів. Їм загрожує знищення природного середовища.